# Stylops truncatoides
Stylops truncatoides  (лат.) — вид веерокрылых насекомых рода Stylops из семейства Stylopidae. Япония (Хоккайдо).
Общая длина самок около 6 мм. Длина цефалоторакса 1,13 мм, максимальная ширина 1,05 мм; интермандибулярное расстояние 1,2 мм. Характеризуется субтреугольной формой цефалоторакса с округлыми углами; рот поперечный.
Паразиты пчёл вида Andrena (Andrena) shirozui (Andrena, Andrenidae). Близок к виду Stylops japonicus, обнаруженному в Японии на пчёлах Andrena (Melandrena) benefica.
Вид был впервые описан в 1985 году японскими энтомологами Тэйдзи Кифунэ (Kifune Teiji; Department of Parasitology, School of Medicine, Университет Фукуоки, Фукуока) и Ёсихиро Хирасимой (Yoshihiro Hirashima; Entomological Laboratory, Faculty of Agriculture, Университет Кюсю, Фукуока, Япония).
В одной из новых работ по роду Stylops  в ходе анализа ДНК авторами (Straka et al., 2015) рассматривается в качестве предположительного синонима вида ?=Stylops japonicus Kifune & Hirashima, 1985 (в статусе «Supposed new junior subjective synonym», что на 2018 год не подтверждено соответствующими профильными базами данных, например, Eol.org и Strepsiptera database).